# Viniléster
O Éster de vinilo ou Viniléster, é uma resina produzida pela esterificação de uma resina epóxi com uma resina insaturada de ácido carboxílico. O produto da reação é então dissolvido num solvente reativo, tal como estireno, com um teor de 35-45 por cento em peso.
Ele pode ser usado como uma alternativa para materiais de poliéster e epóxi de matriz ou de material composto/ materiais compostos, onde as suas características, vantagens, e custo de volume médio entre o poliéster e epóxi. éster de vinil tem menor viscosidade da resina (cerca de 200cps) do que o poliéster (aproximadamente 500cps) e epóxi (aproximadamente 900cps).
Em aviões feitos de forma artesanal é frequente e extensivo o uso de viniléster em estruturas reforçadas de fibra de vidro. É uma resina comum na indústria naval, devido à sua maior resistência à corrosão e capacidade de resistir a absorção de água.
Para o processo de laminação, de éster de vinilo é adicionado com uma razão entre peróxido de metiletilcetona.
Ela tem mais resistência e propriedades mecânicas do que o poliéster e menos do que a resina epóxi.